# パヴェル・ポグレブニャク
パヴェル・ポグレブニャク（ロシア語: Павел Погребняк, ラテン文字転写: Pavel Pogrebnyak
, 1983年11月8日 - ）は、ロシア・モスクワ出身の元サッカー選手。現役時代のポジションはフォワード。元ロシア代表。

## 経歴

### クラブ

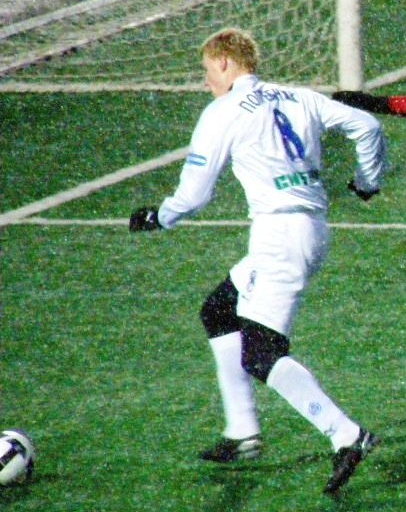
ゼニト時代のポグレブニャク

1989年、FCスパルタク・モスクワのアカデミーに加入する。2002年にトップチームに昇格するが、出場はわずか2試合で無得点と低調な出来に終わり、翌年FCバルチカ・カリーニングラードにレンタル移籍。バルチカでは40試合に出場し15得点と活躍し、スパルタク・モスクワに復帰するが、復帰後もパッとせずしばらくは複数のクラブを転々とする。2006年、FCトム・トムスクで大活躍し、代表にも呼ばれるようになる。2007年、FCゼニト・サンクトペテルブルクに加入。ゼニトでも好調をキープし、リーグとUEFAカップ 2007-08制覇に貢献。ポグレブニャク自身はUEFAカップ得点王になった（10得点）。2008年5月の代表戦での怪我が完治するのに約2か月半ほどかかったが、8月13日のFCテレク・グロズヌイ戦で復帰し、8月24日のクリリヤ・ソヴェトフ戦ではPKでの得点を含む2得点の活躍。さらにUEFAスーパーカップでは先制ゴールを奪いチームの初優勝に貢献するなど完全復活をアピールした。
2009年8月1日、移籍金1000万ユーロの4年契約でドイツのVfBシュトゥットガルトに移籍。8月7日のVfLヴォルフスブルクとの開幕戦でブンデスデビューを果たし、15日のSCフライブルク戦では初得点を挙げた。結局このシーズンは6得点という結果に終わったが、2010年9月18日のボルシア・メンヒェングラートバッハ戦ではハットトリックを成し遂げ、7-0の勝利に貢献した。
しかしシュトゥットガルトでは思うような結果は残せず、2012年1月31日、イングランドのフラムFCへレンタル移籍した。2012年2月11日、第25節のストーク・シティFC戦でプレミアリーグデビューを飾り、この試合の前半16分にフラムでの初ゴールをマーク。2月25日、第26節のクイーンズ・パーク・レンジャーズFC戦 (0-1)でも開始7分に2試合連続となるゴールを決めた。さらに3月4日の第27節ウルヴァーハンプトン・ワンダラーズFC戦 (5-0)ではハットトリックを達成した。12試合で6ゴールを挙げ、フラムを2年連続となる1桁順位（9位）へと押し上げた。
2012年7月5日、5シーズンぶりにプレミアリーグ復帰を果たしたレディングFCへ完全移籍した。
2015年8月27日、FCディナモ・モスクワと3年契約を結び6年振りの母国復帰となった。
フィジカル・コンデション不良のため招集外だったFCアンジ・マハチカラ戦と同日に当たる2017年12月9日に、ユヴェントスFC対インテルの一戦を、クラブからの許可を得ずに観戦したことが発覚。同スタジアムの客席で、ユヴェントスのニットキャップを被った姿が写真に収められていた。
同年1月25日、この一件が要因となり、ディナモ・モスクワを解雇となった。また、ディナモ・モスクワが、ナイキとテクニカル・スポンサー契約を結んでいるのに対し、ポグレブニャクがアディダスと契約を締結しているユヴェントスの試合を観戦したことも、契約解除の理由として挙げられている。
2018年2月22日、シーズン終了までの契約でFKトスノに移籍し、チームをロシア・カップ初優勝に貢献したが、リーグ戦は15位に終わり、ナショナルリーグ降格となり、トスノも財政難で解散した。
同年8月29日、FCウラル・エカテリンブルクへ移籍。2019年3月16日の日刊紙『コムソモリスカヤ・プラウダ』において、「黒人の選手がロシアに必要ない。フェルナンデスはトッププレイヤーだが、そのポジションにはイーゴリ・スモルニコフがいる」とブラジルから帰化したアリ、マリオ・フェルナンデスの代表招集について批判し、大きな問題に発展していた（しかし同じくブラジルから帰化したギリェルメに関しては触れていない）。同月27日、25万ルーブル（約42万5000円）の罰金と執行猶予付きでシーズン終了までの出場停止処分が言い渡された。

### 代表
ロシア代表デビューは2006年8月16日の親善試合・ラトビア戦で、この試合で決勝点となる代表初ゴールを記録。UEFA EURO 2008のメンバーにも選ばれたが、直前の2008年5月28日のセルビアとの親善試合で膝を負傷し離脱。オレグ・イワノフが代わりに招集された。UEFA EURO 2012予選のアンドラ戦では自身初の1試合2得点を記録し、勝利に貢献した。

## 人物
- パヴェルがかつて在籍したFCトム・トムスクに所属する9歳年下のキリルとニコライは実弟。
- 既婚者であり、マリア夫人の間に3人の息子を授かっている。次男は彼と同じパヴェルと名づけている。
- VfBシュトゥットガルト移籍以前にも、ブンデスリーガでプレーする願望が強かった。これは少年時代に父親からユルゲン・クリンスマンのユニフォームをもらったことが影響である。

## 個人成績
2011年5月14日現在
| クラブ                         | シーズン | リーグ | リーグ | カップ | カップ | 欧州カップ戦 | 欧州カップ戦 | スーパーカップ | スーパーカップ | 合計 | 合計 |     |
| クラブ                         | シーズン | 試合   | 得点   | 試合   | 得点   | 試合         | 得点         | 試合           | 得点           | 試合 | 得点 |     |
| ------------------------------ | -------- | ------ | ------ | ------ | ------ | ------------ | ------------ | -------------- | -------------- | ---- | ---- | --- |
| FCスパルタク・モスクワ         | 2002     | 2      | 0      | 0      | 0      | 0            | 0            | 0              | 0              | 2    | 0    |     |
| FCスパルタク・モスクワ         | 2004     | 16     | 2      | 0      | 0      | 0            | 0            | 0              | 0              | 16   | 2    |     |
| FCスパルタク・モスクワ         | Total    | 18     | 2      | 0      | 0      | 0            | 0            | 0              | 0              | 18   | 2    |     |
| FCバルチカ・カリーニングラード | 2003     | 40     | 15     | 1      | 0      | 0            | 0            | 0              | 0              | 41   | 15   |     |
| FCバルチカ・カリーニングラード | Total    | 40     | 15     | 1      | 0      | 0            | 0            | 0              | 0              | 41   | 15   |     |
| FCヒムキ                       | 2004     | 12     | 6      | 1      | 0      | 0            | 0            | 0              | 0              | 13   | 6    |     |
| FCヒムキ                       | Total    | 12     | 6      | 1      | 0      | 0            | 0            | 0              | 0              | 13   | 6    |     |
| FCシンニク・ヤロスラヴリ       | 2005     | 23     | 4      | 0      | 0      | 0            | 0            | 0              | 0              | 23   | 4    |     |
| FCシンニク・ヤロスラヴリ       | Total    | 23     | 4      | 0      | 0      | 0            | 0            | 0              | 0              | 23   | 4    |     |
| FCトム・トムスク               | 2006     | 26     | 13     | 0      | 0      | 0            | 0            | 0              | 0              | 26   | 13   |     |
| FCトム・トムスク               | Total    | 26     | 13     | 0      | 0      | 0            | 0            | 0              | 0              | 26   | 13   |     |
| FCゼニト・サンクトペテルブルク | 2007     | 24     | 11     | 4      | 2      | 15           | 11           | 0              | 0              | 43   | 24   |     |
| FCゼニト・サンクトペテルブルク | 2008     | 19     | 6      | 0      | 0      | 6            | 1            | 2              | 2              | 27   | 9    |     |
| FCゼニト・サンクトペテルブルク | 2009     | 15     | 5      | 1      | 1      | 4            | 0            | 0              | 0              | 20   | 6    |     |
| FCゼニト・サンクトペテルブルク | Total    | 58     | 22     | 5      | 3      | 25           | 12           | 2              | 2              | 80   | 39   |     |
| VfBシュトゥットガルト          | 2009-10  | 28     | 6      | 1      | 0      | 10           | 2            | 0              | 0              | 39   | 8    |     |
| VfBシュトゥットガルト          | 2010-11  | 26     | 8      | 3      | 2      | 5            | 2            | 0              | 0              | 34   | 12   |     |
| VfBシュトゥットガルト          | 2011-12  | 14     | 1      | 1      | 0      | 0            | 0            | 0              | 0              | 14   | 1    |     |
| VfBシュトゥットガルト          | Total    | 68     | 15     | 5      | 2      | 17           | 4            | 0              | 0              | 90   | 22   |     |
| フラムFC                       | 2011-12  | 12     | 6      | 0      | 0      | 0            | 0            | 0              | 0              | 12   | 6    |     |
| フラムFC                       | Total    | 12     | 6      | 0      | 0      | 0            | 0            | 0              | 0              | 12   | 6    |     |
| レディングFC                   | 2012-13  | 29     | 5      | 0      | 0      | 0            | 0            | 0              | 0              | 29   | 5    |     |
| レディングFC                   | 2013-14  | 39     | 13     | 1      | 0      | 0            | 0            | 0              | 0              | 40   | 13   |     |
| レディングFC                   | 2014-15  | 26     | 6      | 5      | 0      | 0            | 0            | 0              | 0              | 31   | 6    |     |
| レディングFC                   | Total    | 94     | 24     | 6      | 0      | 0            | 0            | 0              | 0              | 100  | 24   |     |
| FCディナモ・モスクワ           | 2015-16  | 16     | 1      | 3      | 0      | 0            | 0            | 0              | 0              | 19   | 1    |     |
| FCディナモ・モスクワ           | 2016-17  | 8      | 0      | 1      | 0      | 0            | 0            | 0              | 0              | 9    | 0    |     |
| FCディナモ・モスクワ           | 2017-18  | 1      | 0      | 0      | 0      | 0            | 0            | 0              | 0              | 1    | 0    |     |
| FCディナモ・モスクワ           | 通算     | 通算   | 376    | 108    | 27     | 7            | 47           | 19             | 3              | 2    | 453  | 136 |

### 代表での得点
| #  | 開催年月日     | 開催地               | 対戦国     | 勝敗  | 試合概要                                |
| -- | -------------- | -------------------- | ---------- | ----- | --------------------------------------- |
| 1. | 2006年8月16日  | モスクワ             | ラトビア   | ○ 1-0 | 親善試合                                |
| 2. | 2006年10月11日 | サンクトペテルブルク | エストニア | ○ 2-0 | EURO2008予選                            |
| 3. | 2008年5月23日  | モスクワ             | リトアニア | ○ 6-0 | 親善試合                                |
| 4. | 2008年5月28日  | ブルクハウゼン       | セルビア   | ○ 2-1 | 親善試合                                |
| 5. | 2008年9月10日  | モスクワ             | ウェールズ | ○ 2-1 | 2010 FIFAワールドカップ・ヨーロッパ予選 |
| 6. | 2010年9月3日   | アンドラ・ラ・ベリャ | アンドラ   | ○ 2-0 | EURO2012予選                            |
| 7. | 2010年9月3日   | アンドラ・ラ・ベリャ | アンドラ   | ○ 2-0 | EURO2012予選                            |
| 8. | 2011年8月10日  | モスクワ             | セルビア   | ○ 1-0 | 親善試合                                |

## 獲得タイトル

### クラブ
- FCゼニト・サンクトペテルブルク
  - ロシアサッカー・プレミアリーグ: 1回 (2007)
  - ロシア・スーパーカップ：1回 (2008)
  - UEFAカップ：1回 (2007-08)
  - UEFAスーパーカップ：1回 (2008)
- FKトスノ
  - ロシア・カップ：1回 (2017-18)